# عامل سفیدک سطحی انگور
عامل سفیدک سطحی انگور (نام علمی: Plasmopara viticola) نام یک گونه از رده آب‌کپک است.